# Herz Jesu (Tirana)

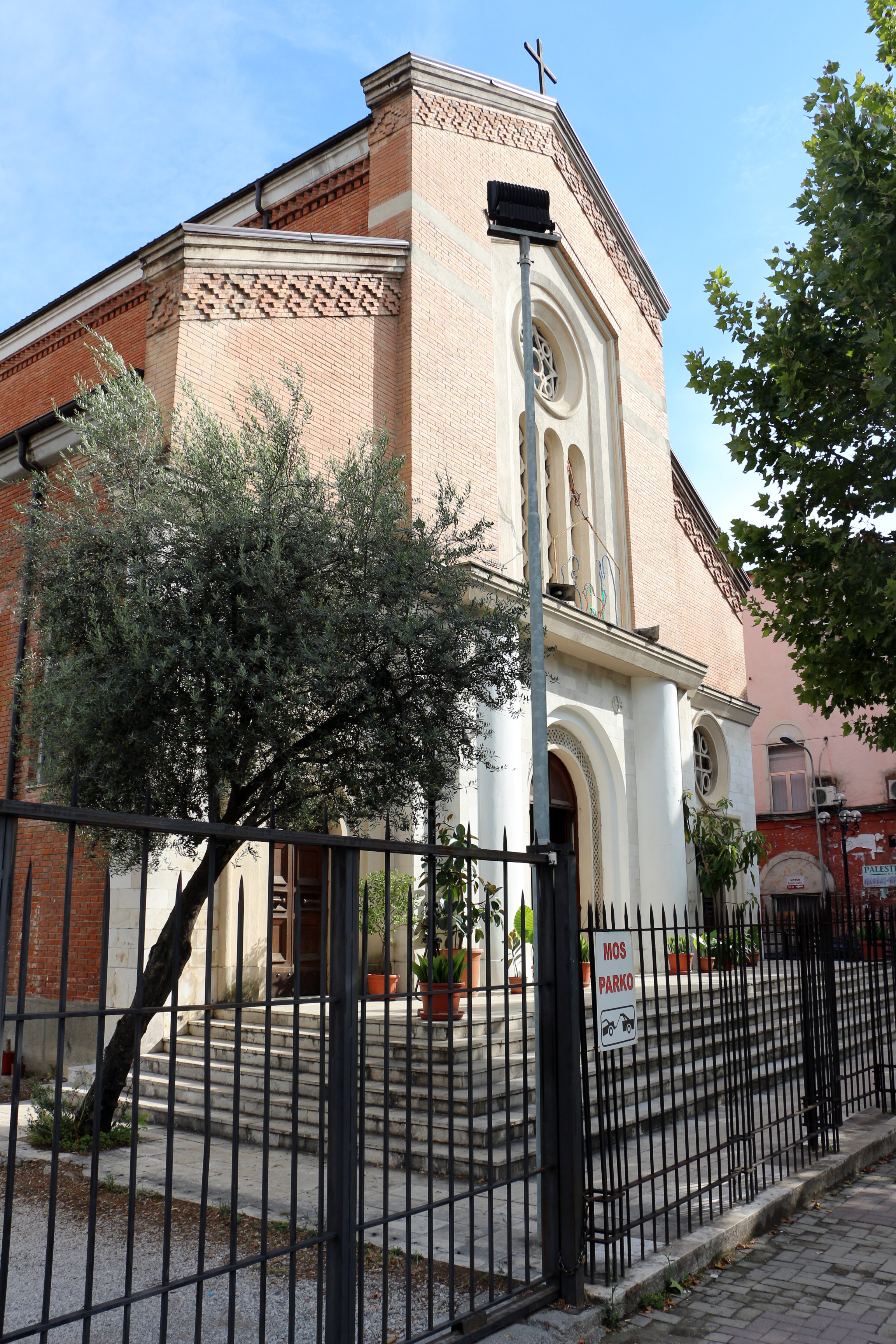
Fassade der Kirche Herz Jesu

Die Kirche Herz Jesu (albanisch Kisha e zemrës së shenjtë të Krishtit) ist eine römisch-katholische Kirche in der albanischen Hauptstadt Tirana an der Kavaja-Straße (Rruga e Kavajës) westlich des Skanderbeg-Platzes. Ende der 1930er Jahre erbaut, war sie eine von drei katholischen Kirchen Tiranas in vorkommunistischer Zeit. Sie untersteht dem Erzbischof von Tirana-Durrës und ist seit 2007 Kulturdenkmal.

## Geschichte
Obwohl es im mehrheitlich moslemischen Zentralalbanien kaum Katholiken gab, wurde in Tirana bereits im Jahr 1856 eine kleine katholische Kirche errichtet. Die Marienkirche oder „Kirche der unbefleckten Herrin“ (Kisha „Zonja e Papërlyer“) wurde vom österreichischen Kaiser Franz Joseph I. gespendet, um die Katholiken im Land zu stärken. Die Kirche, in der Nähe des heutigen Bulevardi Zogu i Parë gelegen, wurde im Jahr 1967 abgerissen, als in Albanien ein Religionsverbot erlassen wurde.
Die Kirche Herz Jesu der Jesuiten wurde in den Jahren 1938 und 1939 als Basilika erbaut. Architekt war Giovanni Santi, der sich für einen einfachen neuromanischen Stil entschieden hatte. Königin Geraldine hatte 10.000 Goldfranken zum Bau der Kirche gespendet. Der Altar wurde von Papst Pius XII. geschenkt, die Fenster von Maja Jacomoni di San Savino, Ehefrau des italienischen Statthalters Francesco Jacomoni. Die Kirche erhielt einen Altar mit Ikonostase für den byzantinischen Ritus. Ursprünglich waren auch ein Glockenturm und ein angrenzendes Gebäude des Ordens geplant. Es war die erste Kirche Albaniens mit diesem Namen. Mit dem Mitternachtsgottesdienst am 24. Dezember 1939 wurde die Kirche eröffnet.
Im Jahre 1967 wurde die Kirche im Zuge der antireligiösen Politik durch die kommunistischen Autoritäten geschlossen und zum Kino Rinia umgewandelt, wobei die zur Straße gerichtete Fassade des Gebäudes stark angepasst wurde, um den ursprünglichen Zweck des Baus zu verbergen, und auch die Fresken entfernt wurden.

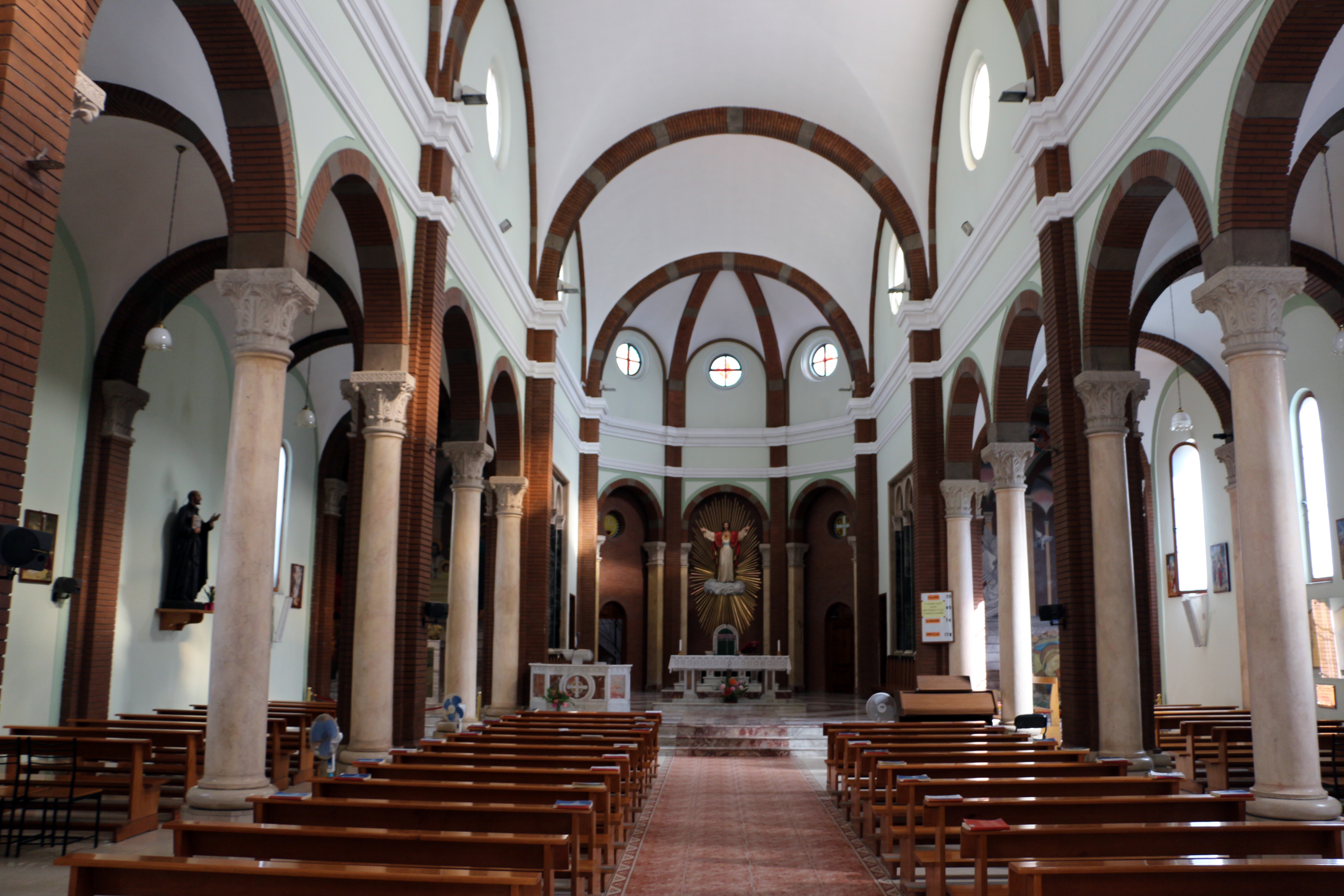
Inneres der Kirche

Nach dem Fall des Kommunismus wurde der Sitz des Erzbistums Durrës-Tirana in die Hauptstadt verlegt, wodurch die Herz-Jesu-Kirche zur provisorischen Kathedrale wurde. Die St.-Lucia-Kathedrale blieb aber Konkathedrale. Die Fassade des Gebäudes wurde nach dem Jahr 1990 wieder erneuert. 1999 wurde sie mit neuen Freskenmalereien ausgestattet. Neben christlichen Traditionen wie dem Abendmahl wird auch propagandistisch durch realistische Abbildungen dem katholischen Glauben in der kommunistischen Zeit gehuldigt.
In den Jahren 1942/43 wurde in Tirana noch eine Franziskanerkirche erbaut, die die kommunistische Zeit als Haus der Pioniere überstand und heute wieder ihrem ursprünglichen Zweck dient. 2002 wurde die Herz-Jesu-Kirche durch die neue Pauluskathedrale als Hauptkirche der Stadt und provisorische Kathedrale des Erzbistums abgelöst.